# 艾達·盧斯安奴
艾達·盧斯安奴（Eder Luciano，1982年5月31日—），生于聖埃斯皮里圖州，現效力科爾曼足球俱樂部。

## 生涯
2008年1月，他加盟伊朗球會科爾曼足球俱樂部，未能時常出現於比賽，而在在2008-09賽季，伊甸奴的進攻風格為球隊帶來成功。伊甸奴射入10球，是球隊二號射手。